# مادامپیتیا
مادامپیتیا (به لاتین: Madampitiya) یک منطقهٔ مسکونی در سری‌لانکا است که در ناحیه کلمبو واقع شده‌است.